# Lövön, Bohuslän

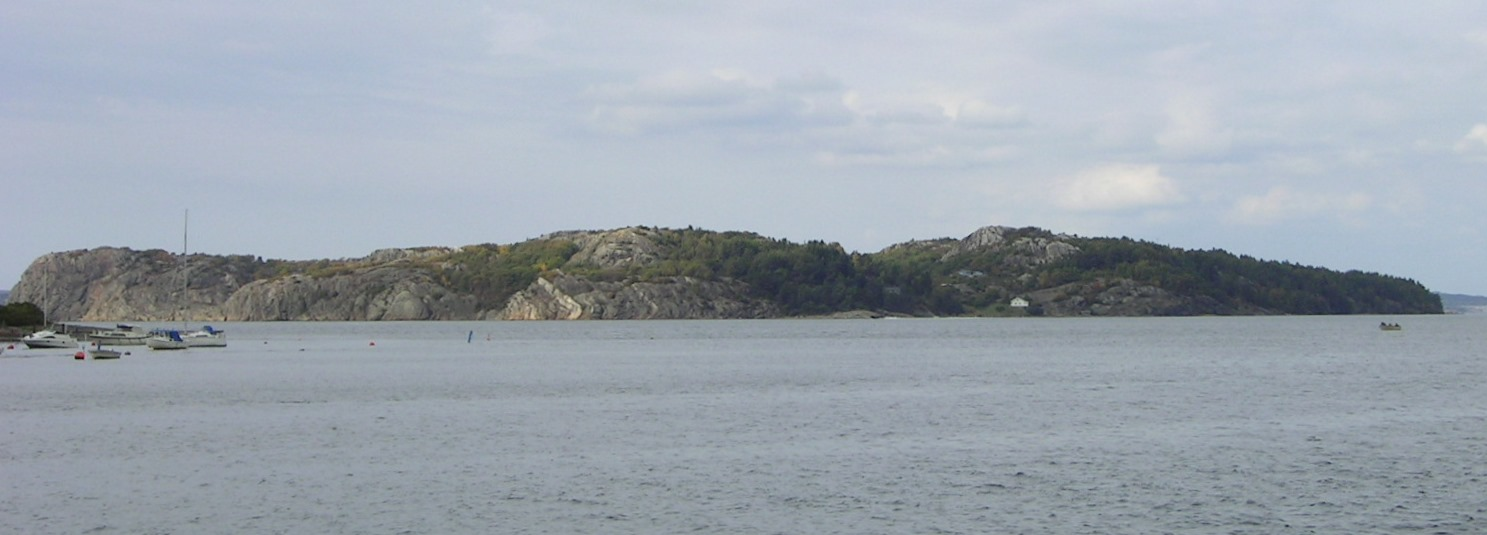
Lövön fotograferad från Rörtångens brygga

Lövön är en ö med två fastboende i Solberga socken i södra Bohuslän. Den ligger i södra delen av Hakefjorden nära öarna Brattön och Älgön.
Lövön hade betydelse under sekelskiftet som en av de öar där man kokade tran på sill. Under denna tid blomstrade livet på öarna i Hakefjordens arkipelag. 
Lövön bebos, utöver de två fastboende, numer främst av sommargäster, och det finns 44 fastigheter på ön. 
Det finns inga bilvägar på Lövön varför det inte heller finns några bilar på ön, med undantag av en gammal traktor. De boende har istället transporterat ut diverse motordrivna fordon för att underlätta transport av bagage från hamnen till respektive hus. Bland fordonen finns golfbilar, fyrhjulingar, trehjuliga motorcyklar och trädgårdstraktorer.
Västtrafik trafikerar färjeförbindelse från Rörtången till Lövön med två turer per dag.
Sedan hösten 2006 har ön, via sjökabel, fiberoptiskt bredband. 
Lövön härbärgerar en flock med köttkor som sommartid rör sig fritt över olika betesmarker på ön. Korna, som kommer från fastlandet, fraktas med färja.
Lövön finns omnämnd i en del litteratur om västkusten samt beskriven i boken "Lövön från forntid till nutid" av Harald Karlsson. Denna bygdeskildring av Lövön och dess grannöar utgavs 1962. Materialet till denna bok är hämtat ur sockenböcker, kyrkböcker samt muntlig berättartradition.
Författarna Sten Axel Westerström/Åke Hillefors/Lars Göran Saemund gav år 1998 ut boken "Natur på Lövön". Boken beskriver hur ön utvecklats under gångna tider och ger en utförlig beskrivning av öns flora och fauna.